# Dirk de Koning

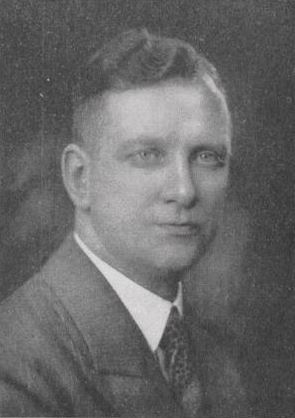
Dirk de Koning

Dirk de Koning (Lange Ruige Weide, 25 juni 1897 – Zwartsluis, 22 november 1975) was een Nederlands politicus van de ARP.
Hij werd geboren als zoon van Jacobus Johannes de Koning (1860-1919) en Gerrigje de Heer (1866-1940). Na de lagere school ging hij aanvankelijk werken op de boerderij van zijn vader, maar na het vervullen van zijn dienstplicht volgde alsnog een ambtelijke loopbaan. Zo werd hij volontair bij de gemeentesecretarie van Oudewater. In 1923 volgde hij Hidde Frankena (de latere burgemeester van Dantumadeel) op als gemeentesecretaris van Zwartsluis. In 1936 werd De Koning daar benoemd tot burgemeester. Hij werd in 1942 ontslagen waarna Zwartsluis een NSB'er als waarnemend burgemeester kreeg. De Koning keerde na de bevrijding in 1945 terug in zijn oude functie. Hij ging in 1962 met pensioen en overleed in 1975 op 78-jarige leeftijd.
Zijn zoon Jan de Koning is minister geweest.